# TiMidity++
TiMidity++（ティミディティプラスプラス）は、MIDIファイルをPCM音声（WAVファイル等）に変換し、ファイルに保存したり、リアルタイムに出力するためのソフトウェアである。一般的にはTimidityと呼ばれている。
ライセンスはGPLで、主にLinuxで動作し、WindowsやMac OS Xなど、ほとんどのOSで動作する。TiMidity++は変換にGravis Ultrasoundパッチ、またはsf2サウンドフォントが必要である。TiMidity++はGravis Ultrasoundパッチの使用を推奨しているが、実際のところフリーで配布されているsf2サウンドフォントなどを使用した方が音質面などで有利な場合が多い。

## 概要
TiMidity++はMIDIファイルの他に、.karファイル（MIDIファイルに歌詞情報を付加させたもの）や、レコンポーザファイル、またはAmiga MODファイルも読み込むことができる。また、MS-DOS用MIDIプレイヤMIMPI互換の外部歌詞ファイル(.wrd)を読み込み簡単なカラオケが出来るようになっていた。読み込み方法として、直接記述する・各種ファイル（圧縮された状態でも可）・HTTPやFTP経由でファイルを読み込む、という方法が用意されている。
このプログラムには様々なインタフェースがありGTK+などのGUIツールキットを使うことにより各ノート（音符）を再生しているところをリアルタイム表示することができる。
元のバージョンは1995年にTuukka Toivonenによって制作され、その後は制作を一時停止したが、出雲正尚やその他の人々により制作が再開され、TiMidity++に名称変更された。